# Reino de Setul Mambang Segara
Setul, oficialmente el Reino de Setul Mambang Segara (malayo: Kerajaan Setul Mambang Segara; jawi: نڬري ستول ممبڠ سڬارا; tailandés: เมืองสตูล; rtgs: Mueang Satun) fue un reino malayo fundado en la costa norte de la península malaya. El estado se estableció en 1808 tras la partición entre los gobernantes de la casa real de Kedah. La partición presenció la secesión del territorio a la rama cadete de la familia real. La soberanía del reino terminó efectivamente en 1916, tras la disolución del gobierno siamés. Sus fronteras fueron heredadas en gran medida a su provincia sucesora, la actual Satun, Tailandia.

## Etimología
Setul deriva su nombre de Buah Setul, un nombre local para el árbol del algodón nativo de la zona, mientras que su título honorífico—Mambang Segara— es una variante malaya de la Deidad del Mar, posiblemente vinculada al antiguo misticismo malayo debido a su ubicación frente a la costa occidental de la península malaya. También se puede ver una interpretación de Mambang Segara en su actual sello provincial.
El estado también se conocía coloquialmente como Setoi, un término malayo kedahan emparentado con el territorio. En tailandés, el estado se conocía como Satun (en tailandés: สตูล). La pronunciación tailandesa se adoptó posteriormente para dar lugar al nombre actual de la provincia.

## Historia

### Origen

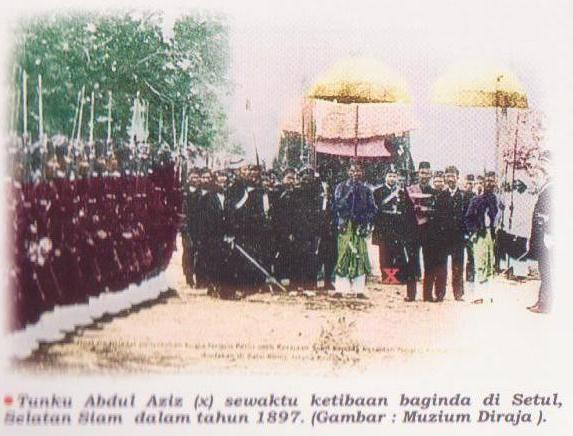
Procesión real de Kedahan en Setul encabezada por Tunku Abdul Aziz, 1897.

Antiguamente ubicada en el corazón del Reino de Kedah, Setul cobró relevancia tras la muerte de Abdullah Mukarram Shah, vigésimo sultán de Kedah, en 1797. La muerte del monarca resultó en la coronación de Ahmad Tajuddin Halim Shah II como nuevo sultán. La elección fue respaldada y reconocida por el Reino Rattanakosin de Siam, que consideraba a Kedah su vasallo. Sin embargo, el nombramiento desencadenó rápidamente una grave crisis secesionista en la casa real tras ser impugnado por el príncipe heredero, Tunku Bisnu. Para reconciliar a los dos partidos rivales, los siameses nombraron a Tunku Bisnu gobernante de Setul, lo que significó la división de Kedah en dos reinos separados.
Tunku Bisnu pasó la mayor parte de su reinado en Kedah, Setul, y los asuntos locales fueron administrados principalmente por su ayudante, Dato' Wan Abdullah. No obstante, según lo registrado por Syair Sultan Maulana, se narró que Tunku Bisnu fue un gobernante capaz que lideró las tropas de Kedahan durante la guerra contra las fuerzas de la dinastía birmana Konbaung en Salang (actual Phuket, Tailandia).

### Ratificación
Para 1833, las cortes reales de Kedah entraron en una nueva crisis entre el sultán Ahmad Tajuddin Halim Shah II y Tunku Embun (Tunku Yaakub), el príncipe heredero. La crisis se debió principalmente a la negativa del sultán a nombrar al príncipe heredero rey de Kayang (Perlis) y Setul. Esto obligó a Tunku Embun a solicitar asistencia militar al gobernador de Ligor para derrocar al gobierno de Kedahan, alegando falsamente que el sultán se había aliado con los británicos. El conflicto armado se conoció localmente como Perang Musuh Berbisik (Guerra de los enemigos susurrantes).
Durante la guerra de 1833, la milicia Kedahan dirigida por Dato Wan Mad Ali (Dato Setia Sengkara) lanzó un ataque contra los siameses en Terang, Ayer Kelubi y Pulau Panjang. Tras la caída de Kedah, Dato Wan Mad Ali se vio obligado a trasladarse a Langkawi junto con un éxodo de 100 familias malayas de Setul.
El golpe de estado liderado por Tunku Yaakob resultó exitoso, ya que el sultán se vio obligado a retirarse a Penang, respaldado por los británicos, y luego se exilió en Malaca. Sin embargo, la solicitud de Tunku Yaakob de ser nombrado sultán de Kedah fue rechazada. Él y su hijo, Tunku Sulaiwan, fueron brutalmente ejecutados posteriormente por orden del rey siamés, tras ser declarado culpable de difundir malas noticias sobre el sultán anterior.
Tras la victoria, los siameses realizaron realineamientos fronterizos que dividieron Kedah en cuatro territorios separados y nombraron a Tunku Muhammad Akib, príncipe de Tunku Bisnu, como nuevo rey de Setul. La realineación fronteriza ocurrió paralelamente a la Partición de Pattani concebida por los siameses a principios de 1809; la partición fue testigo del nacimiento del estado malayo de Pattani en siete reinos separados.
La partición fue ratificada en 1843, cuando Ahmad Tajuddin Halim Shah II, sultán de Kedah, presentó una comitiva real al gobierno siamés en Bangkok. Esta comitiva estaba compuesta por Tunku Anum, gobernante de Kubang Pasu; Syed Hussein, gobernante de Perlis; y Tunku Muhammad Akib, gobernante de Setul. Juraron lealtad a la corona siamesa, junto con un Bunga Mas como tributo de cada uno de los respectivos territorios. Esto marcó el nacimiento del estado en cuatro dominios separados.
A pesar de que Kedah se dividió oficialmente en cuatro reinos distintos, todos los estados mantuvieron estrechos lazos económicos y de parentesco. Se pueden observar varios ejemplos durante esta época: el matrimonio real entre Tunku Jahara, miembro de la realeza Kubang Pasu, y Tunku Ahmad, príncipe de Kedah; y, en 1904, entre Tunku Jura, princesa de Kedahan, y Syed Zahir, miembro de la realeza del Reino de Setul.

### Post-partición
Tunku Ismail ascendió al trono de Setul en 1876 tras la muerte de Tunku Muhammad Akib. Se acusó al rey de ser un líder incompetente en materia administrativa. Los conflictos internos en la casa real de Setul llevaron a un pariente de Tunku Ismail, Tunku Muhammad, a fundar un reino en Langu, al norte de Setul, en 1882. Ambos territorios lograron reunificarse posteriormente tras una consolidación por parte del gobierno siamés.
Durante el reinado de Tunku Ismail se llevaron a cabo varios proyectos de desarrollo de infraestructura, incluyendo la construcción de varias carreteras, un fuerte y el ayuntamiento, así como la gestión de los ríos de Setul. Tunku Ismail también ordenó la construcción de una prisión de ladrillo, la ampliación de la corte, la mejora de la red telegráfica y la introducción del servicio postal. Su reinado también propició una relación más estrecha con los siameses, ya que el reino envió a 260 personas para sofocar la rebelión china de Phuket en 1878, junto con las tropas de Kedah y Perlis. Fue condecorado con la Orden del Elefante Blanco por su activa ayuda a los siameses durante la revuelta.
Tunku Abdul Rahman reemplazó a Tunku Ismail como rey tras su muerte en 1888, y Tunku Muhammad fue nombrado príncipe heredero. Logró impulsar diversos proyectos de infraestructura en torno a la capital. A pesar de ello, hacia el final de su reinado de diez años, sufrió una locura permanente.

### Reformación
La vacante del puesto real llevó a Kedah a nombrar a Tunku Baharuddin bin Ku Meh gobernador del puesto administrativo en Setul. Más conocido como Ku Din, era comandante de la prisión de Alor Setar. Se sabía que Ku Din era un líder capaz, sin embargo no recibió mucha aprobación del público en general ya que no era miembro de la realeza Setul.
El nombramiento de Ku Din como gobernador de Setul enfureció a Tunku Muhammad, el príncipe heredero, ya que se suponía que gobernaría el reino. Como el príncipe heredero no recibía mucho reconocimiento de las cortes reales de Kedah, buscó ayuda en Bangkok. Sus esfuerzos resultaron en vano, ya que Ku Din era mucho más influyente que el príncipe heredero. Sin embargo, Tunku Muhammad fue absorbido por la administración de Satun varios meses después del nombramiento de Ku Din.
Ku Din forjó rápidamente vínculos más estrechos con el gobierno central siamés tras su nombramiento como gobernador. Comenzó a enviar tributos a Bunga Mas por separado desde Kedah. La separación de Bunga Mas provocó una grave tensión en la relación diplomática entre Kedah y Setul, ya que la posesión del estado se enviaba tradicionalmente a través de Kedah, dado que tanto los siameses como Kedah consideraban a Setul un principado kedahan. El vínculo entre los dos reinos solo comenzó a restablecerse tras la reconciliación de Che Ampuan Manyalara, la reina de Kedah.
Ku Din emuló ampliamente muchas características similares del sistema administrativo de Kedahan, incluyendo la introducción de los cargos de Jefe del Departamento de Educación, Director de Escuela Malaya, Capitán Chino, Servicio de Oficiales Reales, Jefe del Tribunal Judicial, Kadzi, Jefe del Departamento Médico, Jefe de la Fuerza de Policía, Auditor Jefe, Traductor Jefe y varios otros. También mejoró el departamento de policía reclutando una fuerza de 36 hombres armados del Punjab. Ku Din también fue conocido por introducir uniformes para los funcionarios del gobierno.
Hacia el final de su mandato, promulgó numerosas normas y regulaciones que se adaptaban a sus ideales prosiameses. Comenzó a introducir el siamés como lengua de los tribunales y la administración, en sustitución del malayo. Esto provocó la dimisión de muchos funcionarios gubernamentales que desconocían el idioma. Su liderazgo prosiamés también impulsó el desarrollo de un movimiento de resistencia entre los malayos locales, aunque posteriormente fue reprimido por el gobierno siamés.
En 1902, fue proclamado rey de Setul, con el nombre real de Tunku Baharuddin bin Ku Meh. La proclamación fue ratificada por los gobernadores del sur de Siam y el gobierno siamés.

### Disolución

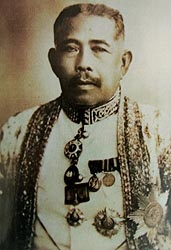
Tunku Baharuddin bin Ku Meh (Ku Din), el último rey de Setul, 1902.

En 1892, Setul fue devuelto a Kedah. Sin embargo, la soberanía de Kedahan sobre Setul fue erosionada gradualmente por los siameses. Para 1902, era evidente que Ku Din ostentaba pleno poder autónomo sobre Setul contra Kedah.
La jurisdicción de Kedahan en Setul finalizó oficialmente en 1909 tras el Tratado Anglo-Siamés. Los británicos planeaban la inclusión de Setul junto con Kedah y Perlis debido a los fuertes lazos entre ambos estados, pero no prosperó su reclamación debido a la reticencia del rey siamés.
Tengku Din abdicó oficialmente de su cargo en 1916, seis años después de la integración de Setul en Siam. El gobierno central siamés le otorgó el título nobiliario de "Phraya Bhuminathbhakdi" ("El Rey Devoto") por sus esfuerzos en el desarrollo de Setul. Sin embargo, en Kedah se le percibía como un traidor por su papel en la división del sultanato.

### Consecuencias
Los siameses decidieron abandonar el sistema de monarquía malaya en Setul. El rey fue reemplazado por un gobernador de Bangkok, Prak Khoja Ishak (Tui Bin Abdullah, posteriormente ascendido a Phraya Smantaratthaburindra). Se documentó que Setul continuó desarrollándose bajo su liderazgo. Fue durante su gobierno que el papel del islam continuó floreciendo y se introdujo el cargo de Khadi Besar (Khadī principal), cargo que ocupó Dato’ Yutilamdilantik.
El gobierno de Prak Khoja Ishak marcó el fin de la educación en malayo en la zona. El sistema educativo se reformó e incorporó el tailandés como lengua de instrucción. Esto resultó en un cambio gradual de idioma e identidad en la comunidad malaya de Setul. Hoy en día, solo un pequeño porcentaje de musulmanes tailandeses en Satun domina el idioma, una gran diferencia para sus estados hermanos históricos del sur. Actualmente, el gobierno tailandés ya ha reintroducido lecciones de idioma malayo en los programas de estudio de algunas escuelas de la provincia, como una forma de ayudar a preservar la cultura y la identidad de los malayos tailandeses modernos en Satun.

## Gobernantes
| El Raja (rey) de Setul                                        | En el cargo |
| ------------------------------------------------------------- | ----------- |
| Tunku Bisnu ibni al-Marhum Sultan 'Abdu'llah al-Mukarram Shah | 1809–1843   |
| Tunku Muhammad Akib ibni al-Marhum Tunku Bisnu                | 1843–1876   |
| Tunku Ismail ibni al-Marhum Tunku Muhammad Akib               | 1876–1888   |
| Tunku ‘Abdu’l Rahman ibni al-Marhum Tunku Ismail              | 1888–1897   |
| Tunku Baharuddin bin Ku Meh                                   | 1897–1916   |

Desendientes

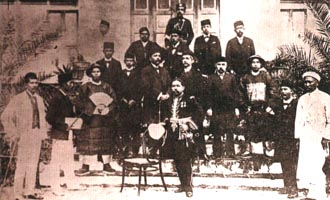
Nobleza de Kedah y Setul, c. 1900.

- Familia Sanuputra - el rey Vajiravudh le había dado este apellido a Phra Bimolsatyaraksa (Tunku Muhammad, Raja Muda de Setul en el reinado de Tunku Abdul Rahman), hijo de Tunku Ismail ibni al-Marhum Tunku Muhammad Akib y bisnieto de Tunku Bisnu ibni al-Marhum Sultan 'Abdu'llah al-Mukarram Shah en 1916.[9]
- Familia Bin Tamangong - el rey Vajiravudh le había dado este apellido a Phraya Bhuminathbhakdi (Tunku Baharuddin bin Ku Meh) en 1915.[10]

## Galería
|                                                                    |
| Mapa de Setul (Satun) como parte de Monthon Syburi (Kedah) en 1900 |

| |
| La Mansión Kuden (actual Museo Nacional Satun), construida históricamente por Tunku Baharuddin, fue construida como residencia del rey siamés durante su visita a la provincia. |